# Piero Maroncelli

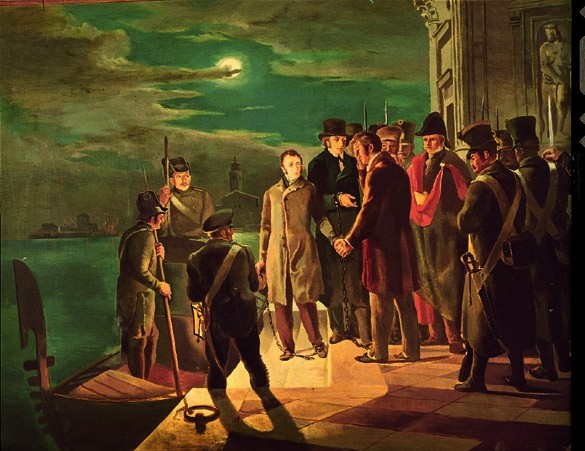
Prisão de Silvio Pellico e Piero Maroncelli (óleo de Carlo Felice Biscarra).

Pietro Maroncelli (Forlì, 21 de Setembro de 1795 — New York, 1 de agosto de 1846) foi um patriota italiano, músico e escritor, conhecido por Piero. Notabilizou-se durante a luta pela unificação e emanicipação da Itália, tendo sido preso e condenado como membro da Carbonária, cumprindo pena em Spielberg com Silvio Pellico.